# Gallina alicantina
La gallina alicantina es una raza aviar española autóctona de la provincia de Alicante, ubicada en la Comunidad Valenciana.
Se trata de una raza antigua que no está incluida en el Catálogo Oficial de Razas de Ganado de España del Ministerio de Agricultura, Pesca y Alimentación, por lo que no tiene reconocimiento oficial. Desde el año 1999 un grupo de criadores trabaja para el impulso y reconocimiento de la raza, y en la actualidad cuenta con la Asociación de Criadores de Gallinas de Raza Alicantina.
Sus características principales son su tamaño pequeño, su pico ancho y sus patas cortas. Está subdividida en cuatro variedades por su color: armiñada en negro, naranja moteada, negra moteada y blanca. Esta raza es el resultado de la mezcla de varias razas aviares, como la gallina de Guinea, la gallina de Marruecos y la gallina de la India